# Pico Rachado
O Pico Rachado é um grande domo traquítico localizado entre a freguesia do Raminho e a freguesia dos Altares, concelho de Angra do Heroísmo, ilha Terceira, arquipélago dos Açores.
Este acidente montanhoso encontra-se geograficamente localizado na parte Oeste da ilha Terceira, eleva-se a 828 metros de altitude acima do nível do mar e encontra-se intimamente relacionado com a formação geológica dos contrafortes do vulcão da Serra de Santa Bárbara do qual faz parte, fazendo com esta montanha parte da maior formação geológica da ilha Terceira que se eleva a 1021 metros acima do nível do mar e faz parte do conjunto montanhoso denominado como Serra de Santa Bárbara.
Devido à sua altitude e a formar com a Serra de Santa Bárbara uma vasta bacia hidrográfica dá origem a vários cursos de água destacando-se de entre eles a Ribeira das Lagoinhas e a Ribeira de São Roque que desagua na costa junto à freguesia dos Altares e a Ribeira dos Gatos que depois de atravessar entre a freguesia do Raminho e a freguesia dos Altares vai igualmente desaguar no mar, na costa norte da ilha.